# Aquile Ferrara
Le Aquile Ferrara sono una squadra di football americano della città di Ferrara. Sono tra i team più antichi d'Italia, essendo stati fondati nel 1979.
Campioni d'Italia nel campionato di CIF9 2013, grazie anche alla riforma dei campionati afferenti alla FIDAF, tentano il grande salto nella massima serie del campionato italiano di football americano, la IFL

## Storia
La formazione delle Aquile Ferrara, nata nel 1979, è una delle 5 squadre (con Frogs Gallarate, Giaguari Torino, Rams Milano e Rhinos Milano) che nel 1981 ha dato vita all AIFA divenuta FIAF e associata al CONI dal 1988: lo stesso emblema della Federazione, era costituito da cinque stelle alla base di caschi tricolori, rappresentanti simbolicamente le cinque franchigie fondatrici.
La stella delle Aquile è forse l'unica che brilla ancora di luce propria non avendo finora subito fusioni o accorpamenti di zona. Se, infatti, i risultati ottenuti non sono sempre stati eclatanti, ciò è dovuto al fatto che le Aquile hanno sempre schierato la propria formazione ai nastri di partenza dei Campionati disputati, riuscendo anche in più di un'occasione a competere ai massimi livelli con formazioni più ricche di titoli o di risorse umane e finanziarie.
Il Silverbowl del 1991 e del 1995, la wild card e i quarti di finale del 1983 e 1984 e soprattutto la semifinale di A1 del 1992, con i titoli giovanili del 1983, 1996 e 1997, sono la dimostrazione della continuità e dell'efficacia della franchigia di Ferrara, all'interno del panorama del football americano in Italia.
Dopo l'ennesimo accesso alla semifinale della Silver League del 1997, ottenuto nonostante la squadra estremamente rinnovata e ringiovanita, il 1998 era iniziato sotto i migliori auspici grazie alla possibilità di partecipare alla Golden League o serie A1; a causa di problemi difficilmente superabili, tra i quali soprattutto quelli economici, le Aquile sono state costrette a rinunciare alla disputa del Campionato, rischiando conseguentemente di non poter svolgere alcuna attività agonistica nel corso dell'anno.
La partecipazione su invito delle squadre organizzatrici, al Torneo IFL, è stato l'unico mezzo per mantenere in attività le Aquile. Con Tigers e Blacks Torino, Saints Padova, Grifoni Belluno, Dogi Venezia e Draghi Udine, la squadra estense è giunta a disputare la semifinale contro i Tigers, formazione che poi si è aggiudicata il Torneo.
La stagione delle giovanili Under 21, iniziata nel settembre scorso, ha visto i Duchi tornare al classico Campionato ad 11 giocatori anziché ad 8 e per la squadra guidata da Matteo Mantovani, l'impresa di assicurarsi il terzo titolo consecutivo, era sicuramente un obiettivo più difficile dei precedenti; nonostante ciò, con alterne fortune e buone partite i Duchi hanno terminato la regular season guadagnandosi l'accesso alle semifinali contro i Gladiatori Roma, squadra forte e storicamente avversaria ostica per gli estensi.
Nella partita più bella e dura della stagione i ragazzi di Mantovani, con una prestazione sopra le righe, hanno battuto i romani e si sono guadagnati l'accesso alla finale contro i Lions Bergamo, dove però la netta superiorità degli avversari là ha fatto da padrone, lasciando comunque ai Duchi la certezza di aver disputato un'altra bella stagione ricca di soddisfazioni.
Terminato il 1998 a Ferrara sembrava essere giunto il periodo più difficile della storia del football americano, ma la dirigenza tenacemente e nonostante i perenni problemi economici, ha raccolto le forze e muovendosi sul mercato ha radunato accanto al nucleo dei giocatori estensi rinforzi provenienti da Padova, Ravenna, Bologna e Venezia, formando una squadra di 45 atleti.
La guida tecnica è tornata a John Knight, che già nel 1995 portò la squadra a vincere il Silverbowl di fronte al pubblico del Paolo Mazza; insieme a lui le Aquile sono giunte imbattute a disputare l'Italianbowl contro i Gladiatori Roma presso il Motovelodromo Vigorelli di Milano, ma questa volta la squadra estense ha ceduto ai capitolini.
Dal 1981 al 1987 la squadra ha partecipato al campionato di serie A, raggiungendo i playoff nel 1983 e nel 1984. In quest'ultimo anno, ha vinto il girone Est, qualificandosi per i quarti di finale nei quali sono stati sconfitti dai Doves di Bologna per 18-16.
Dal 1988 al 1991 le Aquile hanno giocato in A2. Nel 1991 hanno vinto tutte le partite del campionato, compresa la finale (Silver Bowl), passando in serie A1.
Hanno quindi disputato due campionati di serie A1, raggiungendo la semifinale nel 1992.
Dal 1994 al 1999 hanno giocato in A2, con l'eccezione del 1998, anno nel quale hanno disputato il torneo a otto giocatori.
In seguito hanno giocato in serie A nel 2000, 2001 (quarti di finale) e 2004.
Il 7 giugno 2008 la squadra estense dopo un'esaltante stagione raggiunge la finale del campionato a 9, contro i Predatori del golfo del Tigullio, perdendò però la partita 16ª 12.
Il 2011 è l'anno della svolta. Sempre militando nel campionato a 9 di Fidaf (CIF9), le Aquile arricchite da un gruppo di giocatori provenienti da Bologna riescono a centrare prima il titolo di North Conference il 18 giugno vincendo contro i Warriors Bologna per 18 a 7 e poi a conquistare il titolo nazionale il 25 giugno battendo i campioni della South Conference, i Crusaders di Cagliari, per 12 a 13 in una partita entusiasmante.
La crescita del team intanto non si ferma e, mentre nella stagione giovanile 2011 i Duchi vedono in campo due formazioni (under 18 e under 21), il team senior si prepara per il ritorno al gioco a 11 nel campionato LENAF.
Nella stagione 2013 le Aquile tornano a disputare il campionato di CIF9, trionfando nuovamente con un'altra perfect season 10-0. In finale Affrontano i Red Jackets, vincendo 41-30 e allungando la striscia vincente in CIF9 a 20 vittorie consecutive

## Squadra giovanile
La squadra giovanile, chiamata Duchi, ha vinto nel 1983 il primo campionato italiano giovanile. Ha conquistato altri tre altri titoli: nel 1996 (torneo a 8 giocatori), nel 1998 e nel 1999 (torneo a 9 giocatori), raggiunto nel 1997 la finale e per 5 volte la semifinale.
Nel 2011 i Duchi vedono 2 formazioni schierate. La prima under 18 allenata da Peretto e Tamoni. Mentre la promettente under 21 composta per la maggior parte dai ragazzi protagonisti della vittoria del campionato CIF9 2011 è guidata da Brunetti HC, Paltrinieri OC, Golfieri AOC, Orlandi DC. A capitanare l'attacco di questa formazione troviamo Francesco Malta, ex QB dei Chiefs Ravenna, trasferitosi nella squadra estense.

## Dettaglio stagioni

### Campionato AIFA/Serie A/A1/Golden League/Prima Divisione
| Stagione | regular season | regular season | regular season | regular season | regular season | regular season | playoff | playoff | playoff | playoff | playoff | playoff          | playoff             |
|          | Vin            | Par            | Per            | Tot            | PF             | PS             | Vin     | Per     | Tot     | PF      | PS      | risultato        | avversaria          |
| -------- | -------------- | -------------- | -------------- | -------------- | -------------- | -------------- | ------- | ------- | ------- | ------- | ------- | ---------------- | ------------------- |
| 1981     | 0              | 0              | 8              | 8              | 26             | 181            | -       | -       | -       | -       | -       | -                | -                   |
| 1982     | 5              | 0              | 5              | 10             | 98             | 105            | -       | -       | -       | -       | -       | -                | -                   |
| 1983     | 7              | 0              | 3              | 10             | 220            | 65             | 0       | 1       | 1       | 14      | 18      | Ottavi di finale | Panthers Parma      |
| 1984     | 8              | 0              | 2              | 10             | 144            | 66             | 0       | 1       | 1       | 16      | 18      | Quarti di finale | Doves Bologna       |
| 1985     | 5              | 0              | 7              | 12             | 81             | 149            | -       | -       | -       | -       | -       | -                | -                   |
| 1986     | 1              | 0              | 9              | 10             | 47             | 393            | -       | -       | -       | -       | -       | -                | -                   |
| 1987     | 3              | 0              | 9              | 12             | 55             | 292            | -       | -       | -       | -       | -       | -                | -                   |
| 1988     | 7              | 0              | 1              | 8              | 165            | 76             | 0       | 1       | 1       | 8       | 22      | 32esimi di f.    | Lancieri Novara     |
| 1989     | 4              | 0              | 4              | 8              | 165            | 132            | -       | -       | -       | -       | -       | -                | -                   |
| 1990     | 8              | 0              | 2              | 10             | 375            | 119            | 1       | 1       | 2       | 40      | 51      | 16esimi di f.    | Grifoni Perugia     |
| 1992     | 6              | 0              | 6              | 12             | 311            | 256            | 2       | 1       | 3       | 114     | 107     | Semifinale       | Pharaones Milano    |
| 1993     | 2              | 1              | 7              | 10             | 212            | 274            | 0       | 1       | 1       | 20      | 39      | Ottavi di finale | Phoenix San Lazzaro |
| 1994     | 8              | 0              | 0              | 8              | 295            | 12             | 1       | 1       | 2       | 44      | 20      | 32esimi di f.    | New Giants Bolzano  |
| 1995     | 8              | 0              | 0              | 8              | 215            | 58             | 2       | 1       | 3       | 48      | 41      | Quarti di finale | Gladiatori Roma     |
| 1999     | 5              | 1              | 0              | 6              | 144            | 84             | 1       | 1       | 2       | 39      | 30      | Ottavi di finale | Gladiatori Roma     |
| 2000     | 2              | 0              | 5              | 7              | 94             | 126            | -       | -       | -       | -       | -       | -                | -                   |
| 2001     | 5              | 0              | 3              | 8              | 211            | 223            | 0       | 1       | 1       | 7       | 25      | Quarti di finale | Frogs Milano        |
| 2002     | 4              | 0              | 3              | 7              | 188            | 71             | 1       | 1       | 2       | 20      | 14      | 16esimi di f.    | Sharks Palermo      |
| 2004     | 5              | 0              | 3              | 8              | 216            | 156            | 1       | 1       | 2       | 28      | 42      | Semifinale       | Dolphins Ancona     |
| 2006     | 0              | 0              | 7              | 7              | 34             | 209            | -       | -       | -       | -       | -       | -                | -                   |
| 2007     | 8              | 0              | 0              | 8              | 246            | 84             | 0       | 1       | 1       | 22      | 48      | 32esimi di f.    | Elephants Catania   |
| 2014     | 2              | 0              | 8              | 10             | 131            | 346            | -       | -       | -       | -       | -       | -                | -                   |
| 2015     | 3              | 0              | 7              | 10             | 219            | 243            | -       | -       | -       | -       | -       | -                | -                   |
| 2016     | 4              | 0              | 6              | 10             | 274            | 289            | 0       | 1       | 1       | 32      | 77      | Quarti di finale | Rhinos Milano       |
| Totale   | 110            | 2              | 105            | 217            | 4166           | 4009           | 9       | 14      | 23      | 452     | 552     |                  |                     |

Fonte: Enciclopedia del Football - A cura di Roberto Mezzetti

### Serie B/A2/Silver League/LENAF/Seconda Divisione
| Stagione | regular season | regular season | regular season | regular season | regular season | regular season | playoff | playoff | playoff | playoff | playoff | playoff          | playoff            |
|          | Vin            | Par            | Per            | Tot            | PF             | PS             | Vin     | Per     | Tot     | PF      | PS      | risultato        | avversaria         |
| -------- | -------------- | -------------- | -------------- | -------------- | -------------- | -------------- | ------- | ------- | ------- | ------- | ------- | ---------------- | ------------------ |
| 1984     | 1              | 0              | 9              | 10             | 15             | 256            | -       | -       | -       | -       | -       | -                | -                  |
| 1991     | 8              | 0              | 0              | 8              | 338            | 46             | 3       | 0       | 3       | 132     | 13      | Campioni         | Apaches Firenze    |
| 1996     | 9              | 0              | 0              | 9              | 217            | 62             | 0       | 1       | 1       | 12      | 25      | Semifinale       | Nightmare Piacenza |
| 1997     | 8              | 0              | 1              | 9              | 206            | 71             | 0       | 1       | 1       | 0       | 21      | Semifinale       | Nightmare Piacenza |
| 2003     | 8              | 0              | 0              | 8              | 252            | 94             | 3       | 0       | 3       | 93      | 48      | Campioni         | Seagulls Salerno   |
| 2005     | 2              | 0              | 4              | 6              | 35             | 120            | -       | -       | -       | -       | -       | -                | -                  |
| 2012     | 3              | 0              | 5              | 8              | 155            | 201            | -       | -       | -       | -       | -       | -                | -                  |
| 2019     | 4              | 0              | 4              | 8              | 142            | 214            | 0       | 1       | 1       | 14      | 49      | Wild Card        | Bengals Brescia    |
| 2021     | 0              | 0              | 6              | 6              | 85             | 178            | -       | -       | -       | -       | -       | -                | -                  |
| 2022     | 3              | 0              | 3              | 6              | 46             | 65             | 0       | 1       | 1       | 0       | 43      | Quarti di finale | Pirates Savona     |
| 2023     | 8              | 0              | 0              | 8              | 330            | 66             |         |         |         |         |         |                  |                    |
| Totale   | 43             | 0              | 29             | 72             | 1445           | 1242           | 6       | 3       | 9       | 251     | 156     |                  |                    |

Fonte: Enciclopedia del Football - A cura di Roberto Mezzetti

### Serie B NFLI
A seguito dell'ingresso di FIDAF nel CONI questo torneo non è considerato ufficiale.
| Stagione | regular season | regular season | regular season | regular season | regular season | regular season | playoff | playoff | playoff | playoff | playoff | playoff   | playoff                      |
|          | Vin            | Par            | Per            | Tot            | PF             | PS             | Vin     | Per     | Tot     | PF      | PS      | risultato | avversaria                   |
| -------- | -------------- | -------------- | -------------- | -------------- | -------------- | -------------- | ------- | ------- | ------- | ------- | ------- | --------- | ---------------------------- |
| 2008     | 5              | 0              | 1              | 6              | 226            | 106            | 2       | 1       | 3       | 95      | 50      | Nine Bowl | Predatori Golfo del Tigullio |
| Totale   | 5              | 0              | 1              | 6              | 226            | 106            | 2       | 1       | 3       | 95      | 50      |           |                              |

Fonte: Enciclopedia del Football - A cura di Roberto Mezzetti

### Arena League/CIF9/Terza Divisione
| Stagione | regular season | regular season | regular season | regular season | regular season | regular season | playoff | playoff | playoff | playoff | playoff | playoff              | playoff               |
|          | Vin            | Par            | Per            | Tot            | PF             | PS             | Vin     | Per     | Tot     | PF      | PS      | risultato            | avversaria            |
| -------- | -------------- | -------------- | -------------- | -------------- | -------------- | -------------- | ------- | ------- | ------- | ------- | ------- | -------------------- | --------------------- |
| 2009     | 1              | 0              | 5              | 6              | 50             | 103            | -       | -       | -       | -       | -       | -                    | -                     |
| 2010     | 5              | 0              | 1              | 6              | 196            | 94             | 1       | 1       | 2       | 36      | 26      | Quarti di finale     | Blitz Ciriè           |
| 2011     | 6              | 0              | 0              | 6              | 168            | 85             | 4       | 0       | 4       | 110     | 31      | Campioni             | Crusaders Cagliari    |
| 2013     | 6              | 0              | 0              | 6              | 211            | 52             | 4       | 0       | 4       | 178     | 56      | Campioni             | Red Jackets Lunigiana |
| 2016     | 1              | 0              | 5              | 6              | 53             | 230            | -       | -       | -       | -       | -       | -                    | -                     |
| 2017     | 5              | 0              | 1              | 6              | 215            | 82             | 0       | 1       | 1       | 42      | 43      | Wild Card            | Wolverines Piacenza   |
| 2017     | 2              | 0              | 4              | 6              | 88             | 179            | -       | -       | -       | -       | -       | -                    | -                     |
| 2018     | 4              | 0              | 2              | 6              | 211            | 46             | 1       | 1       | 2       | 85      | 60      | Quarti di conference | Ravens Imola          |
| Totale   | 30             | 0              | 18             | 48             | 1192           | 871            | 10      | 3       | 13      | 451     | 216     |                      |                       |

Fonte: Enciclopedia del Football - A cura di Roberto Mezzetti

## Palmarès
- 1 Rose Bowl Italia (2014)

## Persone introdotte nella Hall of Fame Italy
- Giulio Felloni, già dirigente dell'AIFA e primo presidente delle Aquile Ferrara, introdotto nel 2007.

## Roster 2014
90 Francesco AMORE

71 Luca ATTI

28 Federico BARBIERI

74 Dario BECCHETTI

4 Mattia BERNARDI

72 Paolo BIANCHI

75 Fabio BOLOGNESI

42 Eddi CAROLO

1 Ruggero CAVALLINO

80 Matteo DE BIAGGI

20 Roberto DE MARCO

21 Vito Antonio DE MARCO

6 Alessandro DISTASO

66 Simone FARINAZZO

58 Mihail GAINA

24 Matteo GHIRONI

11 Filippo GRADARA

36 Davide MANSERVISI

54 Andrea MANTOVANI

33 Luciano MARINO PARLANTI

47 Matteo MASOTTI

32 Dario MINGOZZI

13 Michele MINIA

76 Saverio NEGRI

77 Luca ORLANDI

3 Marco PAPA

99 Andrea PASQUALI

87 Francesco POLETTI

91 Enrico POLTRONIERI

82 Giacomo RIZZO

2 Alberto ROMAGNOLI

22 Emanuele SERRA

8 Michele TAMONI

52 Davide VISENTINI

5 Fabio ZATTONI

12 Stefano ZERBINI